# Tanagra (gmina)
Tanagra (gr. Δήμος Τανάγρας, Dimos Tanagras) – gmina w Grecji, w administracji zdecentralizowanej Tesalia-Grecja Środkowa, w regionie Grecja Środkowa, w jednostce regionalnej Beocja. W 2011 roku liczyła 19 432 mieszkańców. Powstała 1 stycznia 2011 roku w wyniku połączenia dotychczasowych gmin: Schimatari, Inofita, Tanagra i Derwenochoria. Siedzibą gminy jest Schimatari. Nazwa pochodzi od miejscowości Tanagra.